# Zygmunt Wilczkowski
Wilczkowski Zygmunt (ur. 12 sierpnia 1877 w Skierniewicach, zm. 22 listopada 1964 w Katowicach) – polski aktor i reżyser teatralny, organizator ruchu teatralnego.

## Życiorys
Był synem Wacława Michała Wilczkowskiego (23.09.1845- 18.12.1892) i Sabiny (z d. Szlegel). Jego żoną była Helena z d. Piotrowska - aktorka.
Po skończeniu gimnazjum uczęszczał w 1897-99 do konserwatorium w Kijowie. W 1899 został powołany do wojska; wkrótce debiutował w Siedlcach w rosyjskim teatrze wojskowym i występował w nim w okresie czynnej służby do 1901.
W 1904 powołany został na front, walczył na Dalekim Wschodzie.
W 1916 znów powołany do wojska, do 1917 walczył w okolicach Bobrujska, Charkowa, Kurska.

## Działalność artystyczna
Debiutował w rosyjskim teatrze wojskowym i przez wiele lat działał w wojskowym ruchu teatralnym jako aktor i reżyser.
W 1902-1903 brał udział w amatorskich polskich przedstawieniach w Kijowie.
W 1906-1911 występował w różnych teatrach polskich w Kijowie; w sezonach teatralnych 1906/1907 oraz 1907/1908 był członkiem Stałego Teatru Polskiego pod dyrekcją Władysława Kindlera. Teatr ten znajdował się pod patronatem Polskiego Towarzystwa Gimnastycznego. Następnie w sezonach 1908/1909, 1909/1910 oraz 1910/1911 występował w teatrze pod patronatem Kijowskiego Towarzystwa Miłośników Sztuki.
W 1911 Zygmunt Wilczkowski opracował i wystawił dwie sztuki na scenie Polskiego Towarzystwa Gimnastycznego.
W 1907 występował w Warszawie w teatrze Bagatela.
W listopadzie 1917 wrócił do Kijowa. Zorganizował tam  Frontowy Teatr Polski.
W 1919 występował tam w Młodym Teatrze Polskim, a w 1920-22 był kierownikiem, reżyserem i aktorem Państwowego Robotniczego Teatru Polskiego w Kijowie. Ten okres swej działalności teatralnej Zygmunt Wilczkowski udokumentował w spisanych własnoręcznie wspomnieniach pt."Kartki z życia i rozwoju Teatru Polskiego w Kijowie 1905-1922".
W 1923 wrócił do kraju i występował w sezonie 1923/24 w Teatrze Polskim w Warszawie, w sezonie 1924/25 w Teatrze im. Wojciecha Bogusławskiego w Warszawie, w 1925-27 w Teatrze Miejskim w Łodzi, w sezonie 1927/28 w Teatrze Miejskim w Lublinie. W sezonie 1929/30 prowadził teatr Rewia w Wilnie. W sezonie 1930/31 występował w Teatrze im. Stanisława Wyspiańskiego w Katowicach, w sezonie 1931/32 tamże w teatrze Rewia. W 1932 utworzył teatr dla dzieci Uśmiech Dziecka; do 1934 objechał z nim ponad trzysta miejscowości woj. krakowskiego, kieleckiego, lwowskiego. W 1934-39 występował w Teatrze Miejskim we Lwowie, w 1944-45 w tamtejszym Teatrze Polskim.
W sierpniu 1945 razem z zespołem lwowskim przeniósł się do Katowic, gdzie występował w Teatrze Śląskim im. Stanisława Wyspiańskiego w Katowicach do końca życia i tam 23 IX 1950 obchodził jubileusz pięćdziesięciolecia pracy grając rolę Hilarego (w sztuce autorstwa Andrzeja Wydrzyńskiego pt. "Salon pani Klementyny").
Pod koniec swej pracy zawodowej Zygmunt Wilczkowski występował  m.in. w sztuce Leona Kruczkowskiego pt. "Śmierć Gubernatora" (sezon teatralny 1960/1961) oraz Bertolda Brechta "Matka Courage i jej dzieci" (sezon teatralny 1963/1964). We wrześniu 1964 - świętował sześćdziesięciopięciolecie pracy. W 1964 otrzymał rentę.

## Dokonania artystyczne
Zygmunt Wilczkowski grał głównie role charakterystyczno-komiczne. Występował m.in. w rolach: Dziennikarza ("Wesele"), Karmazyna ("Wyzwolenie"), Rejenta ("Zemsta"), Jaicznicy ("Ożenek"), Kapelana ("Damy i huzary"), Pastucha ("Opowieść zimowa"), Ojca ("Matka" K. Ćapka), Obywatela III (Śmierć Dantona), Kelnera (Szczygli Zaułek), Sierżanta (Rycerz Ognistego Pieprzu). Reżyserował m.in. "Ruchome piaski", "Ich czworo", "Zemstę", "Balladynę", "Lekkomyślną siostrę". Występował w radiu we Lwowie i Katowicach.

## Ordery i odznaczenia
- Złoty Krzyż Zasługi[14]
- Medal 10-lecia Polski Ludowej[15]
- Krzyż Oficerski Orderu Odrodzenia Polski[16]